# Scooby-Doo: Kék Sólyom maszkja
A Scooby-Doo: Kék Sólyom maszkja (eredeti cím: Scooby-Doo! Mask of the Blue Falcon) 2013-ban bemutatott amerikai televíziós 2D-s számítógépes animációs film, amelynek a rendezője Michael Goguen, a producerei James Tucker, Alan Burnett, Jason Wyatt és Sam Register, az írói Marly Halper-Graser és Michael Ryan, a zeneszerzői Michael McCuistion, Lolita Ritmanis és Kristopher Carter. A film a Warner Bros. Animation gyártásában készült a Warner Home Video és forgalmazásában jelent meg. Műfaját tekintve filmvígjáték.
Amerikában 2013. február 26-án mutatták be DVD-n, Magyarországon pedig 2013. április 28-án jelent meg, szintén DVD-n.

## Cselekmény
A Rejtély Rt.-t a filmben Bozont és Scooby elrángatja a Mega Mondo Pop! Comic ConApalooza-ra, az egyik legnagyobb képregényfesztiválra. A kutyát és gazdáját azért is vonzza kifejezetten az esemény, mert ott mutatják be kedvenc szuperhősük, a Kék Sólyom legújabb filmjét. Azonban a hős sorozatbeli ellenfele, Mr. Hyde valóban megjelenik és rátámad a fesztiválra érkezettekre, ezért a csapat elindul, hogy szembeszálljanak vele.

## Szereplők
| Szereplő          | Eredeti hang    | Magyar hang     |
| ----------------- | --------------- | --------------- |
| Scooby-Doo        | Frank Welker    | Vass Gábor      |
| Fred              | Frank Welker    | Markovics Tamás |
| Robokuty          | Frank Welker    | Előd Botond     |
| Modern Robokuty   | Fred Tatasciore | Előd Botond     |
| Jack Rabble       | Fred Tatasciore | Törköly Levente |
| Bozont            | Matthew Lillard | Fekete Zoltán   |
| Diána             | Grey DeLisle    | Hámori Eszter   |
| Vilma             | Mindy Cohn      | Madarász Éva    |
| Brad Adams        | Diedrich Bader  | Seder Gábor     |
| Owen Garrison     | Jeff Bennett    | Jantyik Csaba   |
| Hank Prince/Zorak | Gregg Berger    | Stern Dániel    |
| Mr. Hyde          | John DiMaggio   | Forgács Gábor   |
| Jennifer Severin  | Nika Futterman  | Zsigmond Tamara |
| Austin            | Tara Strong     | Bogdán Gergő    |
| James Becker      | Billy West      | Vári Attila     |